# Eneji Moses
Eneji Moses (sinh ngày 8 tháng 4 năm 1999) là một cầu thủ bóng đá người Nigeria thi đấu cho Plateau United, ở vị trí tiền đạo.

## Sự nghiệp
Anh từng thi đấu bóng đá cho Plateau United.
Anh ra mắt quốc tế cho Nigeria năm 2018.